# Dachiger Strandflieder
Der Dachige Strandflieder (Limonium imbricatum) ist eine Pflanzenart aus der Gattung der Strandflieder (Limonium) in der Familie der Bleiwurzgewächse (Plumbaginaceae).

## Merkmale
Der Dachige Strandflieder ist eine ausdauernde krautige Pflanze, die Wuchshöhen von 10 bis 30 Zentimeter erreicht. Die Blätter sind länglich, dicht weichhaarig und teilweise ähnlich wie Dachziegel überlappend gefiedert. Der Stängel und die Blütenstandsstiele sind breit geflügelt. Die Anhängsel der blühenden Äste sind stumpf. Der Kelch ist violett und hat einen weiten Saum. Die Kronblätter sind weiß.
Die Blütezeit reicht von Februar bis Juni.
Die Chromosomenzahl beträgt 2n = 14.

## Vorkommen
Der Dachige Strandflieder kommt auf den Kanaren-Inseln Teneriffa und La Palma auf Küstenfelsen vor.